# Estação Rojas Magallanes
A Estação Rojas Magallanes é uma das estações do Metrô de Santiago, situada em Santiago, entre a Estação Vicente Valdés e a Estação Trinidad. Faz parte da Linha 4.
Foi inaugurada em 30 de novembro de 2005. Localiza-se no cruzamento da Avenida Vicuña Mackenna com a Avenida Rojas Magallanes. Atende a comuna de La Florida.